# Penicillinase

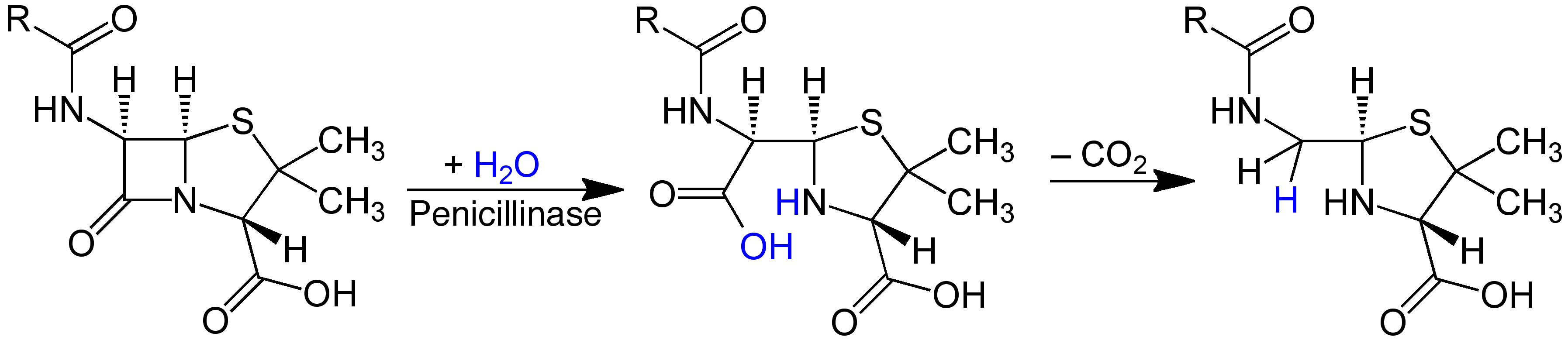
Werking van penicillinase

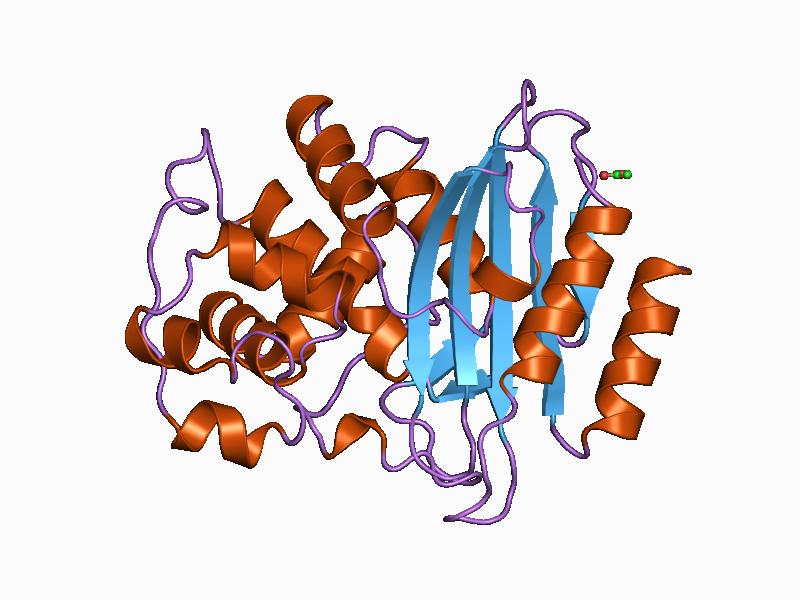
Structuur van penicillinase

Penicillase knipt de bèta-lactam-ring (rood) door

Penicillinase is een bètalactamase, een enzym dat door verschillende bacteriën geproduceerd wordt, waardoor ze resistent worden tegen antibiotica uit de bètalactamgroep, zoals het antibioticum penicilline. De verschillende soorten penicillinasen hebben een moleculaire massa van 50.000 g/mol. Hun werking bestaat uit de bètalactamring van bijvoorbeeld penicilline door te knippen.
Er bestaan penicilline-analoga die niet door dit enzym geknipt kunnen worden. Daarbij zijn er ook middelen, zoals clavulaanzuur, die penicillinase (of bètalactamase) inhiberen, waardoor bètalactamantibiotica, mits samen hiermee toegediend, toch hun werk kunnen doen en het antibacteriële effect behouden blijft.